# Citroën Dyane
Citroën Dyane je automobil francuske marke Citroën i proizvodio se je od 1967. do 1983. godine. Benzinski motor sadrži dva cilindra boxera. Dyane ima zračno hlađenje motora što je rijetkost u automobila. Ima prednji pogon i kočenje bubnjem na sva četiri kotača.

## Vanjske poveznice
|  | Zajednički poslužitelj ima još gradiva o temi Citroën Dyane |